# Livinallongo del Col di Lana
Livinallongo del Col di Lana (Ladinisch: Fodom; Duits: Buchenstein) is een gemeente in de Italiaanse provincie Belluno (regio Veneto) en telt 1436 inwoners (31-12-2006). De oppervlakte bedraagt 99,1 km², de bevolkingsdichtheid is 15 inwoners per km².
De volgende frazioni maken deel uit van de gemeente: Arabba.

## Demografie
Livinallongo del Col di Lana telt ongeveer 593 huishoudens. Het aantal inwoners daalde in de periode 1991-2001 met 1,6% volgens cijfers uit de tienjaarlijkse volkstellingen van ISTAT.
| Jaar | Inwoneraantal |
| ---- | ------------- |
| 1991 | 1440          |
| 2001 | 1417          |

## Geografie
De gemeente ligt op ongeveer 1645 m boven zeeniveau.
Livinallongo del Col di Lana grenst aan de volgende gemeenten: Badia (BZ), Canazei (TN), Colle Santa Lucia, Cortina d'Ampezzo, Corvara in Badia (BZ), Rocca Pietore.
Agordo · Alano di Piave · Alleghe · Alpago · Arsiè · Auronzo di Cadore · Belluno · Borca di Cadore · Calalzo di Cadore · Canale d'Agordo · Castellavazzo · Cencenighe Agordino · Cesiomaggiore · Chies d'Alpago · Cibiana di Cadore · Colle Santa Lucia · Comelico Superiore · Cortina d'Ampezzo · Danta di Cadore · Domegge di Cadore · Falcade · Feltre · Fonzaso · Forno di Zoldo · Gosaldo · La Valle Agordina · Lamon · Lentiai · Limana · Livinallongo del Col di Lana · Longarone · Lorenzago di Cadore · Lozzo di Cadore · Mel · Ospitale di Cadore · Pedavena · Perarolo di Cadore · Pieve di Cadore · Ponte nelle Alpi · Quero Vas · Rivamonte Agordino · Rocca Pietore · San Gregorio nelle Alpi · San Nicolò di Comelico · San Pietro di Cadore · San Tomaso Agordino · San Vito di Cadore · Santa Giustina · Santo Stefano di Cadore · Sappada · Sedico · Selva di Cadore · Seren del Grappa · Sospirolo · Soverzene · Sovramonte · Taibon Agordino · Tambre · Trichiana · Vallada Agordina · Valle di Cadore · Vigo di Cadore · Vodo di Cadore · Voltago Agordino · Zoldo Alto · Zoppè di Cadore